# たかじんの風に吹かれて
たかじんの風に吹かれて（～かぜにふかれて）は、1998年10月から1999年10月まで、JRN九州・沖縄・山口の加盟局で週末の夜に放送されていたラジオ番組である。
パーソナリティは関西のメディアで活躍した歌手でタレントのやしきたかじん。番組は、やしきたかじんと、たかじんの友人である大田勝（当時ヴァーナル社長）と女性アシスタントの3人で自由に語り合うトーク番組。この時期のたかじんでは珍しく、関西以外を放送対象としたレギュラー番組だった。たかじんが暴走しかけると「せやけどな、たかじん…」と、大田がうまい具合に制止させる一種の掛け合いもおなじみであった。

## パーソナリティ
- やしきたかじん
- 大田勝
- 上出佳子（1998年10月～?）
- 大西結花（?～1999年10月）

## スポンサー
- ヴァーナル

## ネット局
- RKB毎日放送
- 山口放送
- 長崎放送
- 熊本放送
- 大分放送
- 宮崎放送
- 南日本放送
- 琉球放送